# Langue des signes zambienne
La langue des signes zambienne (en anglais : Zambian Sign Language, ZaSL), est la langue des signes utilisée par les personnes sourdes et leurs proches en Zambie.

## Utilisation
Des écoles spécialisées existent et la langue des signes est enseignée jusqu'au secondaire.
Il existe des organisations non gouvernementales telles l'Association des interprètes de langue des signes de Zambie (Association of Sign Language Interpreters of Zambia, ASLIZ) qui œuvre pour la reconnaissance de la langue des signes zambienne dans les écoles, par le gouvernement et à la télévision, ainsi que Zambia Deaf Youth and Women (ZDYW) qui a été fondée en avril 2009.
L'Agence zambienne pour les personnes handicapées (Zambia Agency for Persons with Disability, ZAPD) a exprimé ses inquiétudes face à la commercialisation de la langue des signes par certains interprètes et travaille avec le gouvernement à l'élaboration d'une politique pour réglementer la conduite des interprètes afin d'éviter les abus.
Un dictionnaire de signes a été édité.
Les chaines de télévision zambiennes proposent des programmes adaptés aux sourds.